# Museo Nacional de Arte Popular (Venezuela)
El Museo Nacional de Arte Popular (MUNAP) es una institución pública creada en el año 2006 por el Ministerio del Poder Popular para la Cultura de Venezuela.  Su función primordial es "la validación, dignificación, visibilización, reconocimiento, documentación y difusión de las expresiones artísticas populares y sus creadores."
Tiene una colección permanente de 2.243 obras de distintas épocas y regiones de Venezuela.  Partió inicialmente de la colección del promotor cultural Mariano Díaz y ha ido incorporando adquisiciones de obras a artistas, obras premiadas en distintos eventos y donaciones de varios entes públicos. Incluye pinturas, esculturas, tallas en madera, barro, fotografías, ensamblajes, instrumentos musicales intervenidos, y muchas otras expresiones. Aun no cuenta con una sede propia.

## Exposiciones y Salones
- “Chávez en el arte popular”, marzo de 2016, Biblioteca Nacional, Caracas:[3] Exhibición de 40 piezas diversas de la colección del museo en conmemoración de los 3 años del fallecimiento de Hugo Chavéz.
- "I Salon Miranda: Defensor de la memoria y libertad de los pueblos", agosto de 2017: Participaron 59 obras de artistas de todo el país, incluyendo pinturas y esculturas. Resultaron seleccionadas  Miranda y su Eterno Amor: la Libertad[4] (mixta sobre tela de Mirian Marina Castillo, primer premio), Fuera de La Carraca y/o con las Botas del Generalísimo Bien Puestas (mixta sobre madera de Francisco Rada, segundo premio) y Miranda, su mirada perfiló la emancipación de la patria grande (mixta sobre tela de Frank Morales, tercero).[5]
- "Retentiva", mayo 2022, Galería de Arte Nacional, Caracas. Muestra de 15 obras de la colección en diálogo con fotografías de Mariano Díaz.